# 贺盛有
贺盛有（1963年7月—），湖北郧县人，中华人民共和国政治人物。

## 生平
1981年10月，毕业于郧阳地区财校。后供职于郧县叶大乡供销社。1996年2月至1996年4月，担任十堰市张湾区委常委；1998年，担任十堰市张湾区委副书记。2002年，担任竹溪县委副书记、县人民政府副县长。2003年，担任副县长、代县长、党组书记。2004年，担任县长。2006年11月至2010年4月，担任中共竹溪县委书记，竹溪县人大常委会主任。2010年4月，担任十堰市人民政府副市长。2011年，担任十堰市委常委、市委秘书长。2015年11月，任湖北省人民政府副秘书长。2017年11月3日，涉嫌严重违纪，接受组织审查。